# Jacovce
Jacovce – wieś (obec) na Słowacji, w kraju nitrzańskim, w powiecie Topolczany na Nizinie Naddunajskiej.

## Położenie
Wieś leży na skraju Niziny Naddunajskiej, przylegającym od południowego wschodu do grupy Gór Inowieckich, w jej części zwanej Pogórzem Naddunajskim, ok. 4 km na północny zachód od centrum Topolczan. Zabudowania znajdują się w dolinie rzeczki Chotiny oraz na niskim dziale wodnym między Chotiną a jej dopływem Slivnicą.

## Historia
Wspominana po raz pierwszy pisemnie w dokumencie kapituły nitrzańskiej w 1255 r. jako Ieche. Była wówczas własnością niejakiego Radoša. Następnie, od końca XIII w. należała do "państwa" feudalnego Topolczany, którym władał wówczas Mateusz Czak. Po jego śmierci wieś była królewszczyzną, a do "państwa" topolczańskiego wróciła w 1389 r. W XIV w. zbudowano we wsi kościół, który od 1550 r. należał do protestantów. Do katolików wrócił już w 1624 roku dzięki zabiegom hrabiny Katarzyny Forgáčowej. Przez następne dziesięciolecia wieś była ciągle zagrożona przez Turków: w 1663 r. ich zagon dostał się doliną Nitry aż do Jacovec.
W XVIII w. wieś należała do kapituły nitrzańskiej. Jej mieszkańcy zajmowali się rolnictwem i rozmaitymi rzemiosłami wiejskimi: kowalstwem, murarstwem, młynarstwem, rzeźnictwem i in. Rozpowszechnione było sadownictwo i produkcja owocowych destylatów: w 1755 r. wszystkie gospodarstwa zadeklarowały posiadanie "kotlików" do produkcji "palenki". Kilkakrotnie wieś nawiedzały zarazy i epidemie. M. in. podczas fali cholery w latach 1830-1832 zmarło w Jacovcach 169 osób. Po ustąpieniu zarazy szybko rosła liczba ludności wsi: w  roku 1869 żyło tu 700 mieszkańców, w roku 1880 było ich 827, w roku 1900 już 990, zaś w roku 1910 aż 1102.
W 1976 r. Jacovce włączono w granice administracyjne Topolczan. Niezależność odzyskały w 1990 r.